# Jean-Pierre Rampal

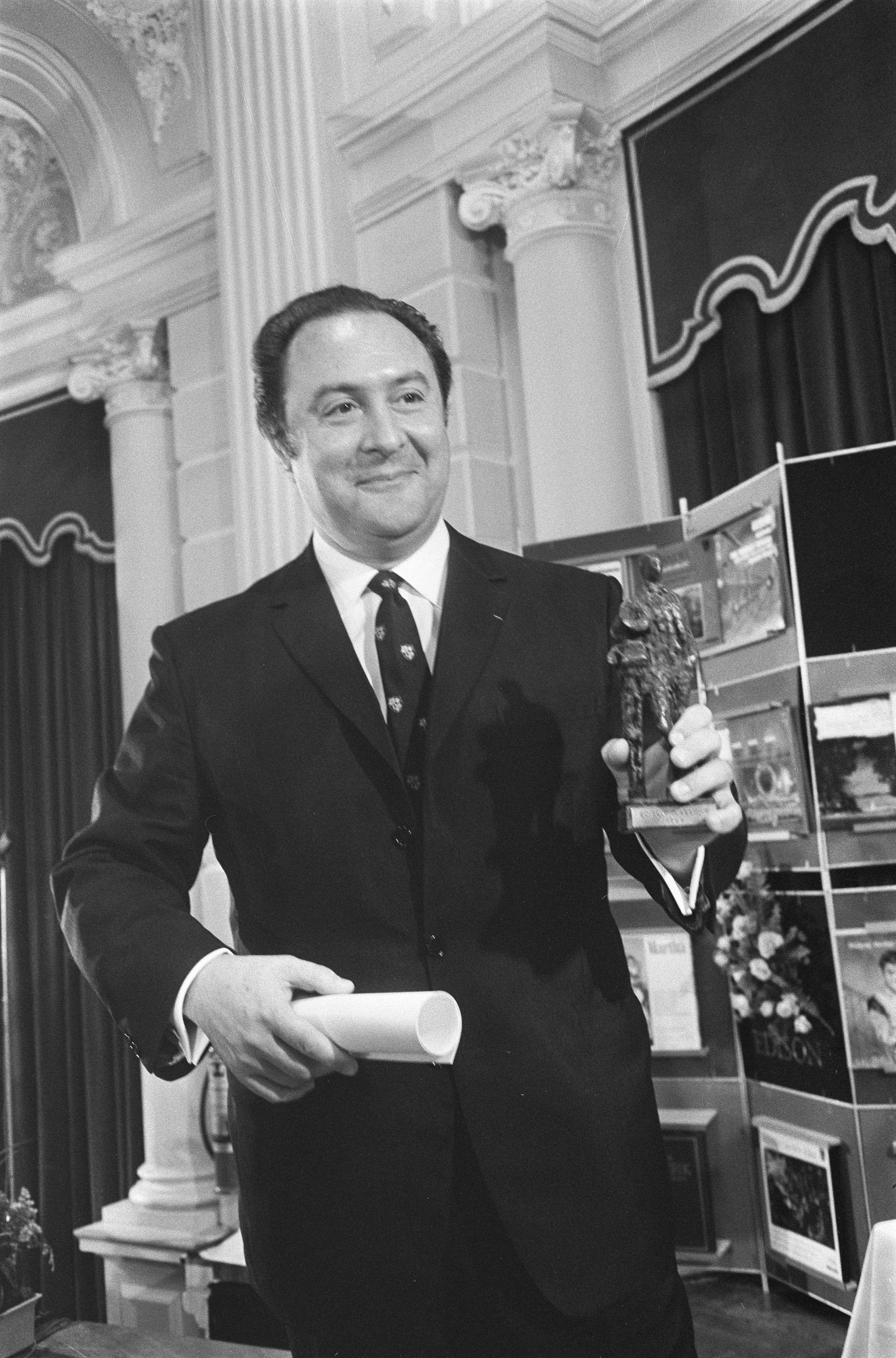
Jean-Pierre Rampal, Amsterdam 1969

Jean-Pierre Louis Rampal (* 7. Januar 1922 in Marseille; † 20. Mai 2000 in Paris) war ein französischer Flötist und Hochschullehrer. Er gilt als einer der bedeutendsten Flötisten des 20. Jahrhunderts.

## Leben und Werk
Rampals Vater, Joseph Rampal, war Berufsflötist in Marseille. Jean-Pierre Rampal erlernte in jungen Jahren das Flötenspiel am Konservatorium Marseille (wo auch sein Vater lehrte) und wirkte dort bereits im Alter von 15 Jahren in einem professionellen Orchester mit. Er begann zunächst auf Wunsch der Eltern ein Medizinstudium. Später wechselte er an das Conservatoire de Paris und machte dort 1944 seinen Abschluss.
In den Nachkriegsjahren gründete er Kammermusikensembles, insbesondere das „Quintette à Vent Français“ (1946) und das „Ensemble Baroque de Paris“ (1952), mit dem Pianisten und Cembalisten Robert Veyron-Lacroix erarbeitete er ab 1948 Sololiteratur für Flöte und Begleitinstrument. Er trat zunehmend als Solist national und international in Erscheinung. 1955 wurde er Soloflötist an der Opéra de Paris, 1958 Professor an der von ihm mitbegründeten „Académie Internationale d’Été“ in Nizza, und 1968 erhielt Rampal eine Professur am Pariser Konservatorium. Auch eine Ehrendoktorwürde der Fryderyk-Chopin-Musikakademie (heute Fryderyk-Chopin-Universität für Musik) Warschau wurde ihm zuteil. 1978 wurde er mit dem Léonie-Sonning-Musikpreis ausgezeichnet.
Rampal gilt als einer der bedeutenden Flötisten des 20. Jahrhunderts und trug entscheidend zur Akzeptanz der Flöte als Soloinstrument im internationalen Konzertbetrieb bei. In den 1950er- und 1960er-Jahren war er immer wieder Solist bei Auftritten des unter Karl Ristenpart spielenden Kammerorchesters des Saarländischen Rundfunks, auf dem Konzertpodium, im Aufnahmestudio, im Hörfunk und im Fernsehen.
Er war maßgeblich an der Wiederentdeckung barocker und frühklassischer Literatur für sein Instrument beteiligt, besonders bemühte er sich, das bekannte und wiederentdeckte Flötenrepertoire des 18. Jahrhunderts zu erforschen und in Neueditionen zu veröffentlichen. Überdies schrieben zahlreiche zeitgenössische Komponisten Werke für ihn, unter anderem Jean Françaix, André Jolivet, Jindřich Feld, Henri Tomasi und Francis Poulenc (dessen Flötensonate er uraufführte). 1981 wirkte Rampal bei der Uraufführung von Leonard Bernsteins Halil mit, 1993 spielte er den Solopart bei der Uraufführung von Krzysztof Pendereckis Flötenkonzert. Wiederholt trat er gemeinsam mit dem Geiger Isaac Stern und dem Cellisten Mstislaw Rostropowitsch auf, unternahm aber auch Ausflüge in den Jazz, u. a. gemeinsam mit dem Pianisten Claude Bolling, und in die Weltmusik (mit dem japanischen Shakuhachi-Flötisten Hōzan Yamamoto).
Rampal starb im Alter von 78 Jahren und wurde auf dem Cimetière du Montparnasse in Paris begraben. Zu seinen Ehren wird in Paris jährlich der Concours de flûte Jean-Pierre Rampal ausgetragen.

## Musik (Auswahl)
- 1980: Suite for Flute & Jazz Piano (mit Claude Bolling, US: Gold)[2]

## Sonstiges
Im Januar 1981 war Rampal in einer Episode der Muppet Show von Jim Henson der Stargast.